# Fornach

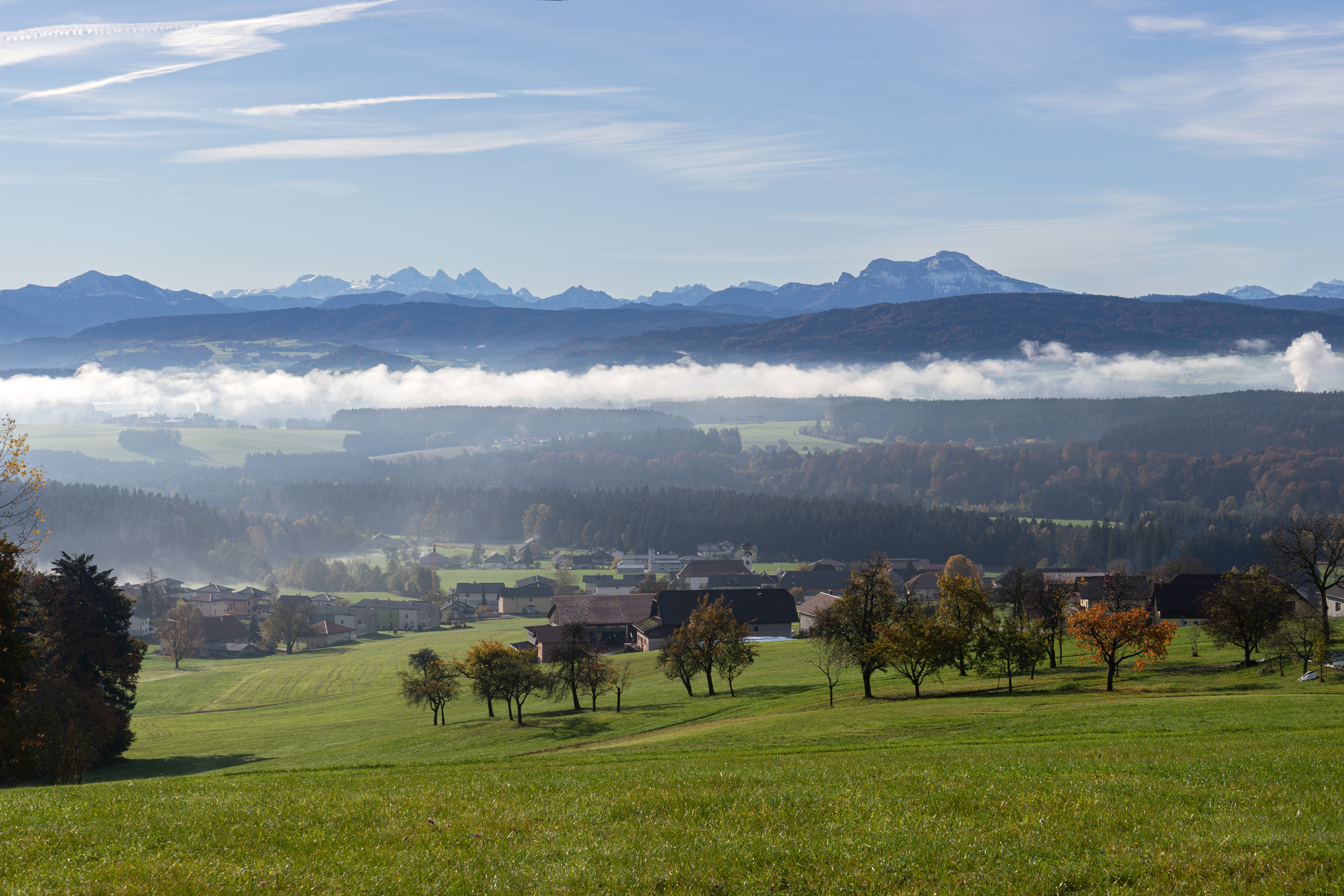
Die Gemeinde Fornach aus Blickrichtung der Aussichtsplattform mit einer Nebelbank über dem Vöcklatal

Fornach  ist eine Gemeinde  in Oberösterreich im Bezirk Vöcklabruck  im Hausruckviertel mit 1004 Einwohnern (Stand 1. Jänner 2025). Die Gemeinde liegt im Gerichtsbezirk Vöcklabruck.

## Geografie
Fornach liegt auf 565 m Höhe im Hausruckviertel, nordwestlich von Vöcklamarkt, im südlichen Hausruck und Kobernaußerwald-Zug im Tal der Fornacher Redl.
Die Ausdehnung der Gemeinde beträgt von Nord nach Süd 5,7 km, von West nach Ost 6,3 km. Die Gesamtfläche beträgt 17,8 km², 56,7 % der Fläche sind bewaldet, 37,6 % der Fläche sind landwirtschaftlich genutzt.
Die höchste Erhebung ist die Ries’n in Norden mit ca. 730 Metern (auf Gemeindegebiet, Hauptgipfel Hobelsberg, 777 m, Gem. Frankenburg), im Westen liegt das Meisterholz (711 m, Gem. Pöndorf).

### Gemeindegliederung
Das Gemeindegebiet umfasst folgende 24 Ortschaften (in Klammern Einwohnerzahl Stand 1. Jänner 2025):
- Adligen (36)
- Doppelmühle (38)
- Emming (78)
- Fachberg (10)
- Feichtenberg (36)
- Fornach (258)
- Gferreth (28)
- Gmeineck (34)
- Grilln (1)
- Grillnpoint (79)
- Grubleiten (34)
- Grubleitenpoint (53)
- Pichl (21)
- Piereth (4)
- Ramsau (17)
- Röth (5)
- Sallach (47)
- Saxigen (106)
- Schnöllerberg (9)
- Schwandeck (8)
- Seppenröth (39)
- Unterholzing (7)
- Walligen (37)
- Zaißen (19)

Die Gemeinde besteht aus den Katastralgemeinden Fornach und Walligen.

### Benachbarte Gemeinden
| Lohnsburg (Bezirk Ried im Innkreis) | Redleiten                                   | Frankenburg am Hausruck |
|                                     | Kompassrose, die auf Nachbargemeinden zeigt | Pfaffing                |
| Pöndorf                             | Frankenmarkt                                |                         |

Dabei ist das Redlbachtal politisch durchaus zergliedert, flussaufwärts liegt ab der Mündung in die Vöckla Gemeindegebiet von Vöcklamarkt, Pfaffing, dann Fornach, kurz rechtsufrig Pöndorf, dann auch links Redleiten, linksufrig Frankenburg.

## Geschichte

### Ortsgeschichte
Über das Redltal wanderten die Bayern in das Gebiet von Fornach ein.
Ursprünglich im Ostteil des Herzogtums Bayern liegend, gehörte der Ort seit dem 12. Jahrhundert zum Herzogtum Österreich.
Seit 1490 wird er dem Fürstentum Österreich ob der Enns zugerechnet.
Während der Napoleonischen Kriege war der Ort mehrfach besetzt.
Durch die Reformen von Kaiser Joseph II. 1780 bis 1790 wurde 1787 die Pfarre Fornach geschaffen, wobei 21 Ortschaften aus dem Pfaffinger Kirchensprengel zur neuen josephinischen Pfarre Fornach gekommen sind.
Seit 1918 gehört der Ort zum Bundesland Oberösterreich. Nach dem Anschluss Österreichs an das Deutsche Reich am 13. März 1938 gehörte der Ort zum Gau Oberdonau. 1945 erfolgte die Wiederherstellung Oberösterreichs.

### Einwohnerentwicklung

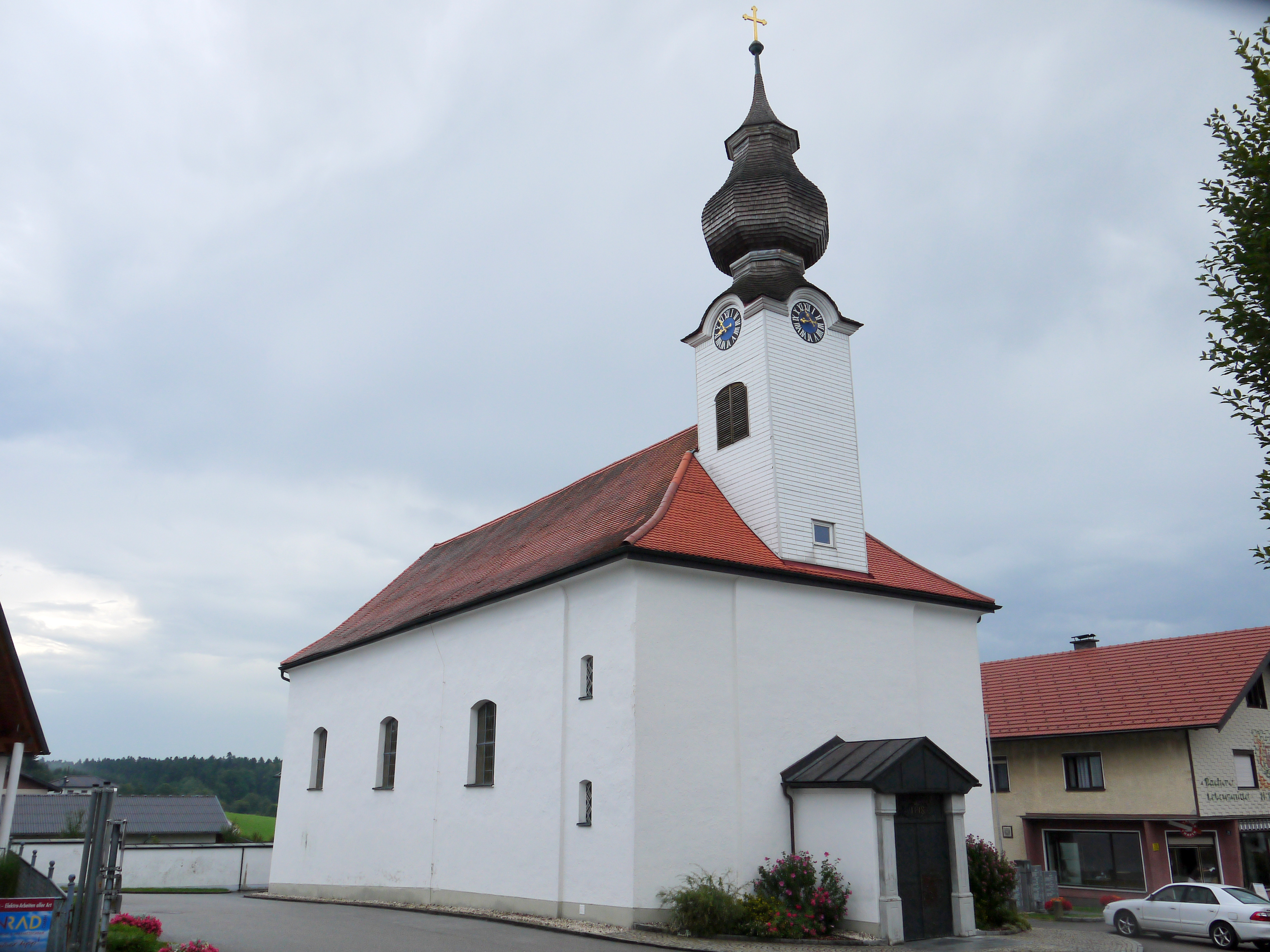
Pfarrkirche hl. Leopold

## Kultur und Sehenswürdigkeiten
- Pfarrkirche Fornach

## Wirtschaft und Infrastruktur

### Wirtschaftssektoren
Von den 51 landwirtschaftlichen Betrieben des Jahres 2010 wurden zwanzig im Haupt-, dreißig im Nebenerwerb und eine von einer juristischen Person geführt. Im Produktionssektor arbeiteten 35 Personen im Bereich Herstellung von Waren und elf im Baugewerbe. Die größten Arbeitgeber im Dienstleistungssektor waren die Bereiche freiberufliche Dienstleistungen (81), soziale und öffentliche Dienste (17) und der Handel (11 Erwerbstätige).
| Wirtschaftssektor            | Anzahl Betriebe | Anzahl Betriebe | Erwerbstätige | Erwerbstätige |
| Wirtschaftssektor            | 2011            | 2001            | 2011          | 2001          |
| ---------------------------- | --------------- | --------------- | ------------- | ------------- |
| Land- und Forstwirtschaft 1) | 51              | 79              | 50            | 51            |
| Produktion                   | 9               | 4               | 47            | 16            |
| Dienstleistung               | 35              | 21              | 126           | 38            |

1) Betriebe mit Fläche in den Jahren 2010 und 1999

### Arbeitsmarkt, Pendeln
Im Jahr 2011 lebten 510 Erwerbstätige in Fornach. Davon arbeiteten 115 in der Gemeinde, mehr als drei Viertel pendelten aus.

## Politik

### Gemeinderat
Der Gemeinderat hat 13 Mitglieder.
- Mit den Gemeinderats- und Bürgermeisterwahlen in Oberösterreich 1997 hatte der Gemeinderat folgende Verteilung: 9 ÖVP, 2 FPÖ und 2 SPÖ.
- Mit den Gemeinderats- und Bürgermeisterwahlen in Oberösterreich 2003 hatte der Gemeinderat folgende Verteilung: 10 ÖVP, 2 SPÖ und 1 FPÖ.
- Mit den Gemeinderats- und Bürgermeisterwahlen in Oberösterreich 2009 hatte der Gemeinderat folgende Verteilung: 10 ÖVP, 2 SPÖ und 1 FPÖ.
- Mit den Gemeinderats- und Bürgermeisterwahlen in Oberösterreich 2015 hatte der Gemeinderat folgende Verteilung: 9 ÖVP, 3 FPÖ und 1 SPÖ.
- Mit den Gemeinderats- und Bürgermeisterwahlen in Oberösterreich 2021 hat der Gemeinderat folgende Verteilung: 10 ÖVP und 3 FPÖ.[6]

### Bürgermeister
Bürgermeister seit 1850 waren:
- 1850–1855 Franz Mayr
- 1855–1861 Joseph Scheibl
- 1861–1864 Georg Schlager
- 1864–1870 Johann Huber
- 1870–1873 Anton Herzog
- 1873–1876 August Ritzinger
- 1876–1879 Franz Huber
- 1879–1882 Josef Scheibl
- 1882–1885 Franz Huber
- 1885–1894 Franz Reiter
- 1894–1897 Johann Huber
- 1897–1900 Josef Scheibl
- 1900–1903 Johann Huber
- 1903–1906 Mathias Mayr
- 1906–1909 Johann Huber
- 1909–1912 Josef Holzinger
- 1912–1919 Josef Asen
- 1919–1924 Johann Huber
- 1924–1929 Johann Mayr
- 1929–1937 Josef Scheibl
- 1937–1938 Simon Reitter
- 1938–1938 Josef Lohninger
- 1938–1945 Johann Kaltenleitner
- 1945–1945 Michael Tremel
- 1945–1967 Johann Streicher
- 1967–1990 Josef Mayr
- 1990–2003 Franz Steiner
- 2003–2015 Wolfgang Zieher
- seit 2015 Hubert Neuwirth (ÖVP)

### Wappen
Blasonierung: „Gespalten von Gold und Grün; rechts und links je ein aufrechtes Farnblatt in gewechselten Farben.“ Die Gemeindefarben sind  Gelb-Grün.
Das 1975 verliehene Gemeindewappen erklärt als redendes Wappen den Ortsnamen als „Gegend, in welcher Farnkräuter wachsen“.